# São João Batista dos Florentinos (título cardinalício)
São João Batista dos Florentinos (em latim, S. Ioannis Baptistae Florentinorum) é um título cardinalício instituído em 12 de março de 1960 pelo Papa João XXIII. Sua igreja titular é a Basílica de São João dos Florentinos. 

## Titulares protetores
- Joseph-Charles Lefèbvre (1960-1973)
- Juan Carlos Aramburu (1976-2004)
- Carlo Caffarra (2006-2017)
- Giuseppe Petrocchi (2018-)